# Orthomegas haxairei
Orthomegas haxairei är en skalbaggsart som först beskrevs av Bleuzen 1993.  Orthomegas haxairei ingår i släktet Orthomegas och familjen långhorningar. Inga underarter finns listade i Catalogue of Life.